# 5583 Braunerová
Az 5583 Braunerova (ideiglenes jelöléssel 1989 EY1) a Naprendszer kisbolygóövében található aszteroida. Antonín Mrkos fedezte fel 1989. március 5-én.